# Équipe de France de football à la Coupe du monde 1934

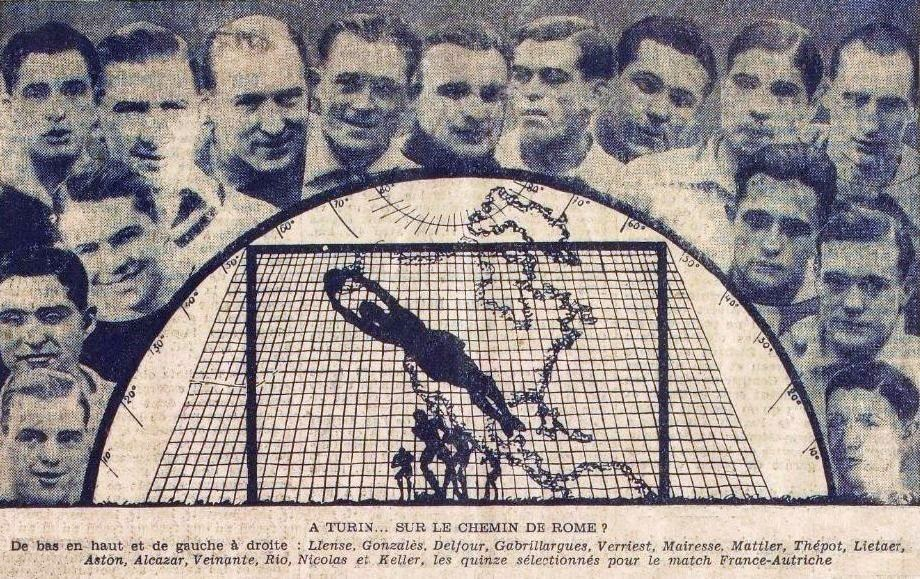
L'équipe de France opposée à Turin à la sélection autrichienne.

Vous lisez un « bon article » labellisé en 2013.
Pour un article plus général, voir Coupe du monde de football 1934.
L'équipe de France de football participe à la Coupe du monde de football de 1934 organisée en Italie du 27 mai au 10 juin 1934. Pour sa deuxième participation, la France est éliminée dès son premier match en huitième de finale par l'Autriche, tête de série et l'un des grands favoris du tournoi.
La France se qualifie aisément en battant le Luxembourg un mois et demi avant le début de la phase finale sur le large score de six buts à un. Le comité de sélection, composé de Raoul Caudron, Jean Rigal, Maurice Delanghe et Gaston Barreau, constitue la sélection en emmenant quelques joueurs ayant participé à la Coupe du monde quatre ans auparavant, dont les trois joueurs les plus expérimentés de la sélection, Alexis Thépot, Edmond Delfour et Étienne Mattler, mais aussi plusieurs jeunes joueurs, dont Fritz Keller, Jean Nicolas, Roger Rio, Alfred Aston et Joseph Alcazar. L'équipe est de plus accompagnée par un entraîneur anglais, George Kimpton, embauché par la Fédération comme préparateur tactique.

## Préparation de l'événement

### Contexte
L'équipe de France, gérée depuis 1919 par la Fédération française de football association (FFFA), participe à la première Coupe du monde de l'histoire en 1930, dont elle ne part pas favorite. Elle y est éliminée au premier tour, terminant troisième du groupe 1 derrière l'Argentine et le Chili, mais devant le Mexique.

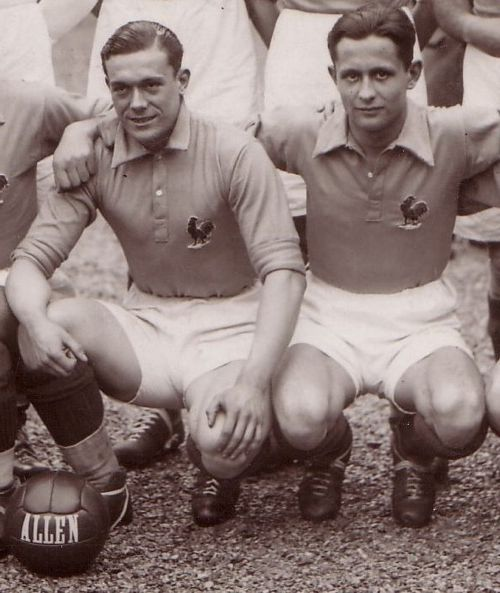
Jean Nicolas (à gauche) et Roger Rio (à droite), coéquipiers en club, se retrouvent titulaires au sein de l'attaque de l'équipe de France à partir de 1933.

Malgré cette participation encourageante au plus haut niveau, la France est en retard par rapport aux autres pays dans l'organisation des compétitions nationales. Elle reste attachée à l'amateurisme dans la pratique du football alors que la majorité d'entre eux a déjà adopté le professionnalisme. De plus, il n'y a pas de championnat national, alors que la moitié des pays d'Europe de l'époque en possède déjà un dans les années 1900, et que la France reste le dernier pays du continent avec l'URSS et la Norvège à en organiser un. Le football français est divisé en ligues régionales, les meilleurs clubs et joueurs français ne pouvant s'affronter qu'au cours de la Coupe de France. Un championnat national amateur est bien organisé de 1926 à 1929, mais est rapidement abandonné. La volonté de mettre fin aux pratiques de l'amateurisme marron, qui consiste à rémunérer indirectement les joueurs en dépit de la loi, et celle des dirigeants du football français de stabiliser le modèle économique de leurs clubs, conduisent à la mise en place d'un championnat national professionnel, officialisée le 16 janvier 1932. L'Olympique lillois remporte la première édition en 1932-1933, puis le FC Sète la suivante en 1933-1934, réalisant de plus le premier doublé Championnat-Coupe grâce à sa victoire en Coupe de France. Les meilleurs joueurs français, rejoints par des professionnels aguerris d'Europe centrale, s'affrontent alors toutes les semaines dans les rencontres du Championnat de France.
Après la Coupe du monde 1930, l'équipe de France ne participe qu'à des matchs amicaux jusqu'aux qualifications à la Coupe du monde 1934. En effet, il n'y a pas de tournoi de football aux Jeux olympiques d'été de 1932 à Los Angeles, en raison du peu de succès de ce sport en Amérique du Nord. Sur vingt-trois matchs amicaux disputés entre décembre 1930 et mars 1934, la France obtient le bilan médiocre de six victoires, quatre nuls et treize défaites. Malgré ce modeste bilan, l'équipe de France signe tout de même l'un de ses plus beaux coups d'éclat le 14 mai 1931 contre l'Angleterre. Pour la première fois de son histoire, la France prend le meilleur sur les professionnels anglais, en s'imposant cinq buts à deux devant les 35 000 spectateurs du stade olympique Yves-du-Manoir de Colombes. Pour la première fois, les deux équipes échangent même leurs maillots à la fin du match. Pendant cette période, l'équipe de France, dirigée par un comité de sélection composé de Gaston Barreau, Jean Rigal, Maurice Delanghe et Jacques Caudron, s’appuie notamment sur le gardien Alexis Thépot, l'arrière Étienne Mattler, les demis Edmond Delfour et Joseph Kaucsar ou encore les avants Ernest Libérati, Pierre Korb, Marcel Langiller et Joseph Alcazar. Paul Nicolas, l'un des meilleurs avants français de l'entre-deux-guerres, vingt buts marqués et de nombreuses fois capitaine de l'équipe, connaît quant à lui sa trente-cinquième et dernière sélection le 15 février 1931 contre la Tchécoslovaquie,. L'année 1933 voit l'éclosion de deux jeunes joueurs du FC Rouen, Jean Nicolas et Roger Rio, le premier parvenant peu à peu à faire oublier son homonyme, Paul, en tournant à la moyenne rare de plus d'un but par match en club et en sélection.

### Qualification
Trente-deux équipes s'inscrivent à la Coupe du monde 1934, pour seulement seize places disponibles. Cette édition est alors la première pour laquelle des tours préliminaires sont mis en place. Vingt-et-une sélections européennes se disputent douze des seize places. Elles sont réparties en huit groupes, cinq groupes de trois équipes et trois groupes de deux équipes. Le tirage au sort place la France dans le groupe 8 avec l'Allemagne et le Luxembourg où chaque équipe doit rencontrer ses adversaires une fois, les deux premières équipes au classement se qualifiant pour la Coupe du monde,.
Le 11 mars 1934, l'Allemagne s'impose facilement au Luxembourg, neuf buts à un. Le Luxembourg reçoit ensuite la France le 15 avril au Stade municipal de Luxembourg. En cas de victoire, la France, grande favorite sur ce match, se qualifie tout comme l'Allemagne. La France se présente avec les joueurs ayant majoritairement disputé les derniers matchs de la sélection dans l'année : Thépot dans les buts, Mattler associé en défense à Rose, qui dispute alors sa première rencontre avec la sélection, Delfour, Delmer et Liétaer aux postes de demi, Libérati et le nouvel arrivant Aston sur les ailes, tandis qu'Alcazar, Nicolas et Rio complètent la ligne d'attaque. Dans un stade plein et sous une forte chaleur, Aston ouvre rapidement le score sur une frappe à ras de terre pourtant peu dangereuse. La France double ensuite le score peu avant la demi-heure de jeu par Nicolas et se dirige vers un succès facile. Le Luxembourg opère alors plusieurs changements tactiques à la mi-temps avec notamment l'entrée de Kremer à la place de Kieffer. Ces choix sont payants, puisque les Luxembourgeois dominent le jeu pendant les vingt premières minutes de la seconde mi-temps et mettent en difficulté les Tricolores. Speicher parvient rapidement à réduire l'écart, à cause d'une mauvaise défense de Rose, avant que ce même Rose ne concède un penalty, mais Thépot arrête la tentative de Speicher, qui manque l'égalisation. Les Français reprennent ensuite l'initiative du jeu et ajoutent quatre buts, dont trois de Nicolas, qui signe un quadruplé, devenant ainsi le troisième joueur à marquer au moins quatre buts avec l'équipe de France dans le même match,, et un coup franc direct de Libérati, qui marque pour sa dix-neuvième et dernière sélection. La France et l'Allemagne, qualifiées pour la Coupe du monde, décident de ne pas disputer leur rencontre initialement prévue, devenue sans enjeu.
| Rang | Équipe     | Pts | J | G | N | P | Bp | Bc | Diff |  | Résultats (▼ dom., ► ext.) |     |     |  |
| ---- | ---------- | --- | - | - | - | - | -- | -- | ---- |  | -------------------------- | --- | --- |  |
| 1    | Allemagne  | 2   | 1 | 1 | 0 | 0 | 9  | 1  | +8   |  | Allemagne                  |     |     |  |
| 2    | France     | 2   | 1 | 1 | 0 | 0 | 6  | 1  | +5   |  | France                     | -   |     |  |
| 3    | Luxembourg | 0   | 2 | 0 | 0 | 2 | 2  | 15 | -13  |  | Luxembourg                 | 1-9 | 1-6 |  |

| Qualification à la Coupe du monde         | Luxembourg | 1 - 6   | France                                                                                     | Stade Municipal, Luxembourg                      |                                                  |
| 15 avril 1934 · Historique des rencontres | Speicher 47e | (0 - 2) | 3e Aston · 26e, 67e, 85e, 89e (pen.) Nicolas · 80e Libérati                                | Spectateurs : 18 000 Arbitrage : Mark Turfkruyer | Spectateurs : 18 000 Arbitrage : Mark Turfkruyer |
| 15 avril 1934 · Historique des rencontres | Rapport |         |                                                                                            | Spectateurs : 18 000 Arbitrage : Mark Turfkruyer | Spectateurs : 18 000 Arbitrage : Mark Turfkruyer |
| 15 avril 1934 · Historique des rencontres | Léger - Reiners, Majerus - Theis, Kieffer (Kremer, 46e MT), Fischer - J. Mengel, E. Mengel, Becker, Logelin, Speicher | Équipes | Thépot - Rose, Mattler - Delfour, Delmer, Liétaer - Libérati, Alcazar, Nicolas, Rio, Aston | Spectateurs : 18 000 Arbitrage : Mark Turfkruyer | Spectateurs : 18 000 Arbitrage : Mark Turfkruyer |

### Préparation et sélection
Il reste un match amical à jouer pour l'équipe de France avant de partir disputer la Coupe du monde en Italie. Elle est opposée aux Pays-Bas, également qualifiés pour la Coupe du monde, le 10 mai 1934 au stade olympique d'Amsterdam. Dans le même temps, la France B est opposée à Lille aux Pays-Bas B. Le comité de sélection effectue quelques changements par rapport au match de qualification contre le Luxembourg. En défense, Georges Rose, en difficulté face au Luxembourg, est remplacé par Jacques Mairesse, qui revient après plus d'un an d'absence. Le milieu est aussi modifié avec les entrées de Jules Cottenier et de Georges Verriest, qui connaissent tous deux leur quatrième sélection, tandis que Fritz Keller est honoré de sa première sélection au poste d'ailier droit, en remplacement d'Ernest Libérati.
La France remporte le match sur le score serré et accroché de cinq buts à quatre. Les Néerlandais marquent trois buts dans les douze premières minutes, mais les Français reviennent dans la partie avant la demi-heure de jeu grâce au nouvel arrivant Keller et Nicolas par deux fois, bien emmenés par leur demi centre Verriest. Les deux équipes se séparent à la pause sur un score d'égalité après des réalisations de Smit pour les Pays-Bas et d'Alcazar pour la France, avant que la France ne marque le but de la victoire à la 76e minute de jeu par Nicolas de la tête à la suite d'un centre de Keller,.
Le comité de sélection compose alors l'équipe qui doit partir à la Coupe du monde en s'appuyant sur les résultats récents contre le Luxembourg et les Pays-Bas. Sur les quinze joueurs ayant effectués les deux dernières rencontres, l'arrière Georges Rose et le demi Jules Cottenier, jugés décevants par la presse,, ne sont pas appelés, tout comme l'ailier Ernest Libérati, pourtant titulaire contre le Luxembourg et contre l'équipe B des Pays-Bas,. Pendant les deux semaines qui la séparent du début de la Coupe du monde, la sélection se prépare en forêt de Compiègne, puis autour du lac d'Orta dans la province de Novare, sous la direction de Gaston Barreau et de l'entraîneur anglais George Kimpton, formateur à la Fédération, engagé spécialement pour la compétition pour faire appliquer la tactique du WM à l'équipe de France,,.
| Match amical                            | Pays-Bas                                                                                  | 4 - 5   | France                                                                                           |                                                                        |                                                                        |
| 10 mai 1934 · Historique des rencontres | Vente 4e · Bakhuys 7e, 12e · Smit 32e                                                     | (4 - 4) | 13e Keller · 21e, 25e, 76e Nicolas · 39e Alcazar                                                 | Stade olympique, Amsterdam Spectateurs : 35 000 Arbitrage : M. Wittwer | Stade olympique, Amsterdam Spectateurs : 35 000 Arbitrage : M. Wittwer |
| 10 mai 1934 · Historique des rencontres | Rapport                                                                                   |         |                                                                                                  | Stade olympique, Amsterdam Spectateurs : 35 000 Arbitrage : M. Wittwer | Stade olympique, Amsterdam Spectateurs : 35 000 Arbitrage : M. Wittwer |
| 10 mai 1934 · Historique des rencontres | Keizer - Weber, van Run - Pellikaan, Oprinsen, van Heel - Wels, Vente, Bakhuys, Smit, Mol | Équipes | Thépot - Mairesse, Mattler - Cottenier, Verriest, Liétaer - Keller, Alcazar, Nicolas, Rio, Aston | Stade olympique, Amsterdam Spectateurs : 35 000 Arbitrage : M. Wittwer | Stade olympique, Amsterdam Spectateurs : 35 000 Arbitrage : M. Wittwer |

## Joueurs et encadrements
La sélection compte vingt-deux joueurs : trois gardiens, cinq défenseurs, cinq milieux et neuf attaquants. Elle est assez jeune, avec une moyenne d'âge autour des 24 ans. Le plus jeune est Louis Gabrillargues, 19 ans et 11 mois au début de la compétition, alors que le plus vieux est Jacques Mairesse, âgé de 30 ans et 2 mois. Les joueurs sont assez peu expérimentés sur le plan international. En effet, la majorité d'entre eux, quatorze, compte moins de dix sélections. Toutefois, trois joueurs ont alors déjà porté le maillot de l'équipe de France à plus de vingt reprises, à savoir le capitaine Alexis Thépot, Étienne Mattler et Edmond Delfour. Ils faisaient de plus déjà partie de l'équipe de la Coupe du monde 1930, tout comme Lucien Laurent, Émile Veinante et Célestin Delmer. À l'opposé, de manière surprenante, quatre joueurs sélectionnés n'ont jamais joué avec la France : Louis Gabrillargues, René Llense, Georges Beaucourt et Joseph Gonzales. Le meilleur buteur de la sélection est Jean Nicolas, auteur de douze buts en seulement onze sélections.
Pour la première fois, tous les joueurs sélectionnés jouent dans un club professionnel, et tous sont des joueurs professionnels, à l'exception du demi Georges Verriest, resté amateur. S'ils jouent tous en France, tous n’appartiennent pas à un club de Division 1. En effet, huit joueurs ont disputé le tout nouveau championnat de Division 2 au cours de la saison 1933-1934, dans la poule Nord : Pierre Korb au FC Mulhouse, Jean Nicolas et Roger Rio au FC Rouen, Georges Verriest au RC Roubaix, Fritz Keller au RC Strasbourg, et enfin Alexis Thépot, Jacques Mairesse et Alfred Aston au Red Star Olympique. Les autres joueurs viennent de Division 1 : Célestin Delmer et Noël Liétaer de l'Excelsior Roubaix, Étienne Mattler, Roger Courtois, le meilleur buteur français de la saison, et Lucien Laurent du FC Sochaux, les récents champions de France René Llense et Louis Gabrillargues du FC Sète, Joseph Alcazar de l'Olympique de Marseille, les champions de France 1933 Robert Défossé, Georges Beaucourt et Jules Vandooren de l'Olympique lillois, Edmond Delfour et Émile Veinante du RC Paris, et Joseph Gonzales, vice-champion de France avec le SC Fives.
Le groupe est accompagné par un des quatre membres du comité de sélection, Gaston Barreau (Raoul Caudron, Jean Rigal et Maurice Delanghe restant en France), et l'Anglais George Kimpton, venu comme préparateur tactique.

## Compétition

### Format et tirage au sort
Seize équipes sont qualifiées pour la Coupe du monde. La compétition se déroule entièrement par matchs à élimination directe, des huitièmes de finale à la finale, avec match à rejouer en cas d'égalité (après prolongation). Huit têtes de série sont désignées avant le tirage au sort. La France, qui n'est pas tête de série, a un tirage difficile car elle se voit opposée à un favori, l'Autriche. La sélection autrichienne règne en effet sur le football européen depuis 1928, elle a remporté la Coupe internationale en 1932 et gagné le surnom de Wunderteam en français : « Équipe merveilleuse » après deux écrasantes victoires sur le voisin allemand en 1931.

### Phase finale

#### Huitième de finale

##### Résumé
Le 27 mai 1934, à 16 heures 30, la France est opposée à l'Autriche au Stade Benito Mussolini de Turin. L'arbitre de la rencontre est le Néerlandais Johannes van Moorsel, et celle-ci est suivie par 16 000 spectateurs. La France évolue dans ses couleurs habituelles, avec un maillot bleu, un short blanc et des chaussettes rouges. Pour l'occasion, le Club des supporters de l'équipe de France organise un voyage en train entre Paris et Turin, avec visite de la ville le matin du match. Ils sont ainsi 10 000 supporters français à assister au match, ce qui s'apparente aux prémices du tourisme sportif. L'Autriche est l'un des grands favoris de la compétition, avec à sa tête l’entraîneur Hugo Meisl, en poste depuis 1912. Il base son système de jeu sur la vitesse d'exécution et l'intelligence de ses joueurs, en s'appuyant sur une ligne d'attaque redoutable, composée d'excellents joueurs comme Matthias Sindelar, surnommé le « Mozart du football », Anton Schall ou Karl Zischek.
Pour contrer l'Autriche, qui s'est facilement imposée quatre buts à zéro un an plus tôt lors de la dernière confrontation entre les deux équipes, l'entraîneur George Kimpton impose des directives tactiques précises, notamment à ses demis. Il confie le marquage du maître à jouer autrichien, l'avant centre Sindelar, au demi-centre Georges Verriest en lui disant « S'il va aux toilettes, tu y vas aussi ! ». Les demis droit et gauche, Edmond Delfour et Noël Liétaer, ont quant à eux pour consigne de bloquer les couloirs. Le poste de gardien est occupé par le capitaine Alexis Thépot, les deux arrières sont Jacques Mairesse et Étienne Mattler, et la ligne d'attaque est de droite à gauche Fritz Keller, Joseph Alcazar, Jean Nicolas, Roger Rio et Alfred Aston. La France se présente alors avec sept joueurs évoluant en Division 2.
Dès la 5e minute, Nicolas et Smistik se télescopent sur une action de jeu, assommant le buteur français, qui joue la suite du match sans avoir retrouvé tous ses esprits. Malgré cette blessure, il parvient à ouvrir le score à la 18e minute de jeu, sur une reprise d'un centre de Keller mal dégagé par l'arrière autrichien Cisar. Kimpton préfère cependant déplacer l'avant-centre, trop diminué, sur le côté droit, l'ailier Keller prenant sa place. L'Autriche attaque coup sur coup, et juste avant le repos, Sindelar égalise, mais cette équipe de France semble tout de même en mesure de réaliser l'exploit. En deuxième mi-temps, Nicolas change une nouvelle fois de position, cette fois-ci avec l'ailier gauche Aston. Rien n'est marqué au cours de cette période, et les deux équipes doivent disputer la prolongation.
Le tournant du match arrive au début de la prolongation. Sur une attaque de l'Autriche, Sindelar adresse une passe à Schall, visiblement en position de hors-jeu. Mairesse lève le bras, tandis que Thépot n'essaye même pas d'arrêter le ballon sur le tir de l'attaquant autrichien. L'arbitre accorde le but à tort, malgré les protestations des Français,. La France encaisse un troisième but à la 109e minute de jeu par l'inter droit Bican, qui semble sceller le score du match. Les Français parviennent tout de même à réduire l'écart en fin de rencontre grâce à Verriest, sur un pénalty consécutif à une main de l'arrière Sesta. Malgré une bonne prestation, la France est logiquement éliminée de la compétition.
- Photos du match

##### Feuille de match
| 27 mai 1934                         | Autriche                                                                                      | 3 - 2 a.p.              | France                                                                                         | Stade Benito Mussolini (Turin)                        |                                                       |
| 16 h 30 · Historique des rencontres | Sindelar 44e · Schall 93e · Bican 109e                                                        | (1 - 1 ; 1 - 1 ; 2 - 1) | 18e Nicolas · 118e (pen.) Verriest                                                             | Spectateurs : 16 000 Arbitrage : Johannes van Moorsel | Spectateurs : 16 000 Arbitrage : Johannes van Moorsel |
| 16 h 30 · Historique des rencontres | Rapport                                                                                       |                         |                                                                                                | Spectateurs : 16 000 Arbitrage : Johannes van Moorsel | Spectateurs : 16 000 Arbitrage : Johannes van Moorsel |
| 16 h 30 · Historique des rencontres | Platzer - Cisar, Sesta - Wagner, Smistik , Urbanek - Zischek, Bican, Sindelar, Schall, Viertl | Équipes                 | Thépot - Mairesse, Mattler - Delfour, Verriest, Liétaer - Keller, Alcazar, Nicolas, Rio, Aston | Spectateurs : 16 000 Arbitrage : Johannes van Moorsel | Spectateurs : 16 000 Arbitrage : Johannes van Moorsel |

### Statistiques

#### Temps de jeu
Parmi les onze joueurs qui prennent part au seul match de la France dans cette compétition, trois, Edmond Delfour, Étienne Mattler et Alexis Thépot avaient joué en Uruguay lors de l'édition précédente. Mattler et Delfour joueront de nouveau lors de la Coupe du monde de 1938, en compagnie d'Alfred Aston et de Jean Nicolas.
| Place | Joueur           | Poste | MJ | MT | Temps |
| ----- | ---------------- | ----- | -- | -- | ----- |
| 1     | Joseph Alcazar   | A     | 1  | 1  | 120   |
| 1     | Alfred Aston     | A     | 1  | 1  | 120   |
| 1     | Edmond Delfour   | M     | 1  | 1  | 120   |
| 1     | Fritz Keller     | A     | 1  | 1  | 120   |
| 1     | Noël Liétaer     | M     | 1  | 1  | 120   |
| 1     | Jacques Mairesse | D     | 1  | 1  | 120   |
| 1     | Étienne Mattler  | D     | 1  | 1  | 120   |
| 1     | Jean Nicolas     | A     | 1  | 1  | 120   |
| 1     | Roger Rio        | A     | 1  | 1  | 120   |
| 1     | Alexis Thépot    | G     | 1  | 1  | 120   |
| 1     | Georges Verriest | M     | 1  | 1  | 120   |

#### Buteurs
L'avant-centre Jean Nicolas et le demi Georges Verriest marquent chacun un but. Verriest marque son unique but avec l'équipe de France, tandis que Nicolas marquera, entre autres, deux nouveaux buts lors de l'édition suivante de la Coupe du monde.
| Place | Joueur           | Poste | Buts | MJ | Temps | Adversaire |
| ----- | ---------------- | ----- | ---- | -- | ----- | ---------- |
| 1     | Jean Nicolas     | A     | 1    | 1  | 120   | Autriche   |
| 1     | Georges Verriest | M     | 1    | 1  | 120   | Autriche   |

## Bilan et après Coupe du monde
Sans faire partie des meilleures équipes engagées, l'équipe de France a réussi à tenir tête à un favori de la compétition, comme quatre ans auparavant. Ayant manqué de peu de créer la surprise face à l'Autriche, les Bleus sortent grandis de la compétition,,. Lors de leur retour en France, plus de 4 000 personnes accueillent triomphalement les joueurs à la gare de Lyon à Paris, le préparateur tactique George Kimpton ayant même droit à des applaudissements nourris.
Quatre ans plus tard, seuls huit joueurs seront sélectionnés pour la Coupe du monde 1938 : les habitués de la sélection, Étienne Mattler, Edmond Delfour, Émile Veinante et Jean Nicolas, ainsi que Jules Vandooren, René Llense, Alfred Aston et Roger Courtois. Le gardien de but Alexis Thépot, titulaire depuis 1927, joue son trente-et-unième et dernier match avec les Tricolores en 1935. Jacques Mairesse, titulaire en défense pendant la compétition, ne sera quant à lui plus sélectionné après celle-ci. Du côté des joueurs à moins de cinq sélections avant la Coupe du monde, seuls Alfred Aston et Roger Courtois vont accumuler les matchs avec la France. Aston sera sélectionné trente-et-une fois au poste d'ailier gauche jusqu'en 1946, tandis que Courtois le sera à vingt-deux reprises, au poste d'ailier droit ou d'avant centre à la place de Nicolas,.
Enfin, Kimpton quitte le poste de préparateur tactique de l'équipe de France dès la fin de la Coupe du monde, au grand soulagement de Gaston Barreau, qui n'appréciait guère ses options tactiques. Engagé par le Racing Club de Paris en 1935, il va mener dès sa première saison le club au doublé championnat-Coupe de France.